# 盛国荣
盛国荣（1913年11月—2003年6月），男，福建南安人，中国中医学家，曾任福建中医学院教授，第五、六届全国政协委员。